# 2077
Năm 2077. Trong lịch Gregory, nó sẽ là năm thứ 2069 của Công nguyên hay của Anno Domini; năm thứ 77 của thiên niên kỷ thứ 3 và của thế kỷ 21; và năm thứ tám của thập niên 2070.